# Produit vide
En mathématiques, le produit vide est le résultat d'une multiplication d'aucun nombre. Sa valeur numérique vaut par convention 1. Ce fait est utile en algèbre et dans l'étude des séries entières. Deux exemples fréquents sont a0 = 1 (tout nombre élevé à la puissance 0 donne 1) et 0! = 1 (factorielle de 0 vaut 1).
Plus généralement, étant donné une opération de multiplication sur une certaine collection d'objets, le produit vide est le résultat d'une multiplication d'aucun objet de l'ensemble. Il est généralement défini comme étant égal à l'élément neutre quand ce dernier existe pour l'opération donnée. Par exemple, le produit direct vide (à un isomorphisme près) de groupes est (à un isomorphisme près) le groupe trivial, puisque chaque groupe est isomorphe à son produit direct avec le groupe trivial.
Le produit cartésien d'une famille d'ensembles indexée par l'ensemble vide est le singleton dont l'unique élément est la fonction vide de ∅ dans ∅.